# جو شايفر
جو شايفر (بالإنجليزية: Joe Schaefer)‏ هو لاعب هوكي الجليد أمريكي، ولد في 21 ديسمبر 1924، وتوفي في 27 ديسمبر 2000.

## وصلات خارجية
- جو شايفر على موقع دوري الهوكي الوطني (الإنجليزية)
- جو شايفر على موقع EliteProspects.com (الإنجليزية)
- جو شايفر على موقع Hockey-Reference.com (الإنجليزية)